# Arabe saïdi
L’arabe saïdi est un dialecte arabe parlée par le peuple Ṣaʽīdi en Haute-Égypte (c'est-à-dire les régions du centre-sud de l'Égypte). Il appartient à la branche de l'arabe égyptien, bien que les locuteurs de l'arabe égyptien ne comprennent pas toujours les variétés plus conservatrices de l'arabe saïdi. Le dialecte saïdi a le code de langue ISO 639-3 "aec" et est parlé par 22.4 millions de locuteurs.